# Verlon Biggs
Verlon Biggs é um ex-jogador profissional de futebol americano estadunidense.

## Carreira
Verlon Biggs foi campeão do Super Bowl III jogando pelo New York Jets.